# Teruo Kayaba
Teruo Kayaba (萱場照雄 Kayaba Teruo?,  1 de agosto de 1910 - 3 de julio de 1984) fue un practicante de kendo japonés. Tenía el rango de Hachi-dan (8º dan). Fue conocido por su habilidad en el kendo nito (doble espada) y obtuvo el segundo lugar en el Torneo Imperial de 1940.

## Biografía
Nació en el pueblo de Eda-no-mura (actualmente ciudad de Kakuda) en la prefectura de Miyagi, Japón. En febrero de 1934, se unió a la policía de la prefectura de Miyagi y recibió entrenamiento en el estilo de lucha de doble espada del instructor Gihaku Munei de la Segunda Escuela Superior (antiguo sistema). El 20 de junio de 1940, obtuvo el segundo lugar en la categoría de selección de prefecturas del Torneo Nacional de Artes Marciales celebrado en conmemoración de los 2.600 años de la fundación de Japón.
En abril de 1948, dejó su trabajo en el departamento de policía de la prefectura de Miyagi y fundó Kayaba Industries. Desempeñó varios cargos, incluyendo director de la Federación de Kendo de la Prefectura de Miyagi y presidente honorario de la Federación de Kendo de la Ciudad de Sendai.